# Lee Dong-jun
Lee Dong-jun (en coreano: 이동준; Busan, 1 de febrero de 1997) es un futbolista surcoreano que juega como extremo en el Jeonbuk Hyundai Motors FC de la K League 1.

## Trayectoria
Lee firmó con el Busan IPark el 21 de febrero de 2017. Hizo su debut el 25 de marzo en una derrota por 1-0 ante el Bucheon FC.
Lee apareció principalmente como suplente en sus primeros dos años con el club, pero se convirtió en un habitual del primer equipo con el nuevo entrenador Cho Deok-je. Lee apareció en todos los partidos de la liga en 2019 cuando Busan terminó segundo en la K League 2 y logró el ascenso a través de los playoffs. Lee anotó 13 goles y contribuyó con siete asistencias para ser nombrado jugador mejor valorado de la liga.
El 29 de enero de 2022, Lee firmó un contrato con el club alemán Hertha Berlín hasta 2025.

## Selección nacional
En enero de 2020 jugó con Corea en la Copa Asiática Sub-23 de la AFC. Lee anotó contra Irán y China en la fase de grupos, posteriormente Corea ganó el torneo para clasificarse para los Juegos Olímpicos de 2020. Hizo su debut con la selección abdoluta el 25 de marzo de 2021 en un amistoso contra Japón.

## Clubes
| Club                      | País          | Año               |
| ------------------------- | ------------- | ----------------- |
| Busan IPark               | Corea del Sur | 2017 - 2020       |
| Ulsan Hyundai FC          | Corea del Sur | 2021              |
| Hertha Berlín             | Alemania      | 2022              |
| Jeonbuk Hyundai Motors FC | Corea del Sur | 2023 - Actualidad |

## Palmarés

### Distinciones individuales
| Distinción                     | Año  |
| ------------------------------ | ---- |
| K League 2 Best XI             | 2019 |
| Premio al MVP de la K League 2 | 2019 |
| K League Best XI               | 2021 |